# Vlag van Ganshoren
De vlag van Ganshoren is bevestigd door de gemeenteraad als de gemeentelijke vlag van de Brusselse gemeente Ganshoren. De beschrijving luidt:
Twee even lange banen van rood en van wit.
De herkomst van de kleuren zijn onbekend.